# Strahovská brána
Strahovská brána také Černá či Hansturkovská je pražská zaniklá stavba. Byla součástí opevnění Prahy z doby Přemysla Otakara II. z 13. století, jehož část vedla podél dnešní Nerudovy ulice. Uprostřed této části opevnění stála tato brána do roku 1711, která uzavírala prostor Malé Strany proti Hradčanům a Strahovu. Touto branou roku 1611 pronikli pasovští žoldnéři, kteří následně vyplenili a vypálili Malou Stranu. Tudy také vtrhla do Prahy roku 1620 vojska Ferdinanda II. po vítězné bitvě na Bílé hoře a 1648 Švédové, aby se zmocnili Hradčan a Malé Strany.
Zchátralá brána byla zbořena roku 1711 v souvislosti se stavbou theatinského kostela Panny Marie Matky ustavičné pomoci, na jehož stavbu bylo také její zdivo částečně použito.

## Citát
Stavbě kostela vadila nemálo stará Strahovská čili černá brána, která v Ostruhové ulici právě tam, kde kostel stavěti se měl, ulici zužovala a Malou stranu proti Hradčanům uzavírala. (Posvátná místa král. hl. města Prahy, 1883)